# Paweł Okoński
Paweł Okoński (sinh ngày 16 tháng 1 năm 1961 tại Wąchock) là một diễn viên người Ba Lan.

## Tiểu sử
Paweł Okoński tốt nghiệp Học viện Nghệ thuật Sân khấu Quốc gia AST ở Kraków - chi nhánh Wrocław vào năm 1983.
Paweł Okoński được khán giả biết đến qua các bộ phim như sê-ri phim truyền hình Pierwsza miłość (từ năm 2004) trong vai Marian Smialek, M jak miłość (2008-2010) trong vai Władysław, hay phim Plagi Breslau (2018) trong vai chủ trang trại bò.
Năm 2014, Paweł Okoński được Bộ Văn hóa và Di sản Quốc gia (Ba Lan) trao tặng Huy chương đồng Huy chương Công trạng về văn hóa - Gloria Artis vì những cống hiến nổi bật trong lĩnh vực sáng tạo nghệ thuật và hoạt động văn hóa.

## Thành tích nghệ thuật
| Năm       | Tựa đề                  | Vai diễn          | Ghi chú          |
| --------- | ----------------------- | ----------------- | ---------------- |
| 1985      | Alabama                 |                   |                  |
| 1986      | Na klopoty... Bednarski |                   | Phim truyền hình |
| 1989      | Konsul                  |                   |                  |
| 1994      | Cudowne miejsce         | Sonta             |                  |
| 1998      | Zycie jak poker         |                   |                  |
| 2004      | Królowa chmur           |                   | Phim truyền hình |
| 2005      | Biuro kryminalne        | Bartek Kuzniczak  | Phim truyền hình |
| 2008-2010 | M jak miłość            | Władysław         | Phim truyền hình |
| 2011      | Black Thursday          |                   |                  |
| 2016      | Ojciec Mateusz          | Zdzislaw Nowaczek | Phim truyền hình |
| 2018      | Plagi Breslau           | Chủ trang trại bò |                  |
| 2004-2020 | Pierwsza miłość         | Marian Smialek    | Phim truyền hình |